# Tab Smith
Talmadge " Tab " Smith (11 de enero de 1909 - 17 de agosto de 1971) fue un saxofonista estadounidense destacado en los géneros Swing y Rhythm and blues. Es conocido por temas como "Because of You" y "Pretend". Trabajó con Count Basie, Mills Rhythm Boys y Lucky Millinder.

## Biografía
Smith nació en Kinston (Carolina del Norte) en 1909. Se unió a su primera banda profesional, Carolina Stompers, en 1929. En las décadas de 1930 y 1940, pasó varios años en las bandas de Lucky Millinder y Count Basie, además de pasar largos períodos de tiempo trabajando como músico y arreglista. En 1944, participó en una grabación dirigida por Coleman Hawkins, para la que también arregló el material. Tras la Segunda Guerra Mundial, dirigió sus propios grupos, que se concentraron en el sonido Rhythm and blues.
Su mayor éxito fue "Because of You", canción publicada en 1940, que alcanzó el puesto número 1 en la lista de R&B de Billboard, así como el número 20 en la Billboard Hot 100 en 1951. "Because of You" se grabó para United Records, un sello discográfico con el que Smith publicó 24 sencillos y un álbum hasta que cerró en 1957.
Durante la década de 1950, Smith mantuvo una importante rivalidad con el saxofonista Earl Bostic, quien grababa para King Records. También compitió con su propia influencia formativa, Johnny Hodges, hasta que Hodges regresó a la banda de Duke Ellington en 1955.
Su carrera nunca se recuperó del cierre de United Records. Tras grabar brevemente con Checker Records y King Records, Smith se retiró del negocio de la música a principios de la década de 1960. 
Murió en San Luis (Misuri), en agosto de 1971, a los 62 años